# Élections régionales de 2021 à Dakhla-Oued Ed-Dahab

Carte de la région.

Les élections régionales à Dakhla-Oued Ed-Dahab se déroulent le 8 septembre 2021.

## Résultats

### Global
| Tête de liste            | Tête de liste                                 | Voix   | %     | Sièges | +/- |  |
| ------------------------ | --------------------------------------------- | ------ | ----- | ------ | --- |  |
|                          | Parti de l'Istiqlal (PI)                      | 7 219  | 38,64 | 11     | 2   |  |
|                          | Rassemblement national des indépendants (RNI) | 6 290  | 17,19 | 7      | 5   |  |
|                          | Mouvement populaire (MP)                      | 2 513  | 13,40 | 5      | 4   |  |
|                          | Parti du progrès et du socialisme (PPS)       | 2 359  | 6,95  | 3      | 3   |  |
|                          | Parti de l'Espoir (PE)                        | 2 251  | 4,66  | 2      | 2   |  |
|                          | Parti authenticité et modernité (PAM)         | 1 889  | 4,53  | 2      | 1   |  |
|                          | Union constitutionnelle (UC)                  | 779    | 2,20  | 1      | 1   |  |
|                          | Parti démocrate national (PDN)                | 526    | 1,48  | 1      | 1   |  |
|                          | Parti de la société démocratique (PSD)        | 480    | 1,35  | 1      | 1   |  |
|                          |                                               |        |       |        |     |  |
| Total                    | Total                                         | 35 466 | 100   | 33     |     |  |
| Abstentions              | Abstentions                                   | 29 505 | 49,50 |        |     |  |
| Inscrits / Participation | Inscrits / Participation                      | 64 971 | 59,50 |        |     |  |

### Par préfecture et province

#### Aousserd
| Parti                    | Parti                                                       | Suffrage | Suffrage | Sièges | Sièges |
| Parti                    | Parti                                                       | #        | %        | #      | %      |
| ------------------------ | ----------------------------------------------------------- | -------- | -------- | ------ | ------ |
|                          | Parti de l'Istiqlal (PI)                                    | 3 869    | 49,33    | 3      | 33,33  |
|                          | Rassemblement national des indépendants (RNI)               | 1 299    | 16,56    | 2      | 22,22  |
|                          | Mouvement populaire (MP)                                    | 1 137    | 14,50    | 3      | 33,33  |
|                          | Parti du progrès et du socialisme (PPS)                     | 1 057    | 13,48    | 1      | 11,11  |
|                          | Parti des Néo-Démocrates (PND)                              | 142      | 1,81     |        |        |
|                          | Parti de la justice et du développement (PJD)               | 93       | 1,19     |        |        |
|                          | Parti authenticité et modernité (PAM)                       | 53       | 0,68     |        |        |
|                          | Parti marocain libéral (PML)                                | 53       | 0,68     |        |        |
|                          | Parti de l'environnement et du développement durable (PEDD) | 36       | 0,46     |        |        |
|                          | Parti du centre social (PCS)                                | 33       | 0,42     |        |        |
|                          | Mouvement démocratique et social (MDS)                      | 17       | 0,22     |        |        |
|                          | Front des forces démocratiques (FFD)                        | 12       | 0,15     |        |        |
|                          | Parti démocratique de l'indépendance (PDI)                  | 11       | 0,14     |        |        |
|                          | Parti de la réforme et du développement (PRD)               | 9        | 0,11     |        |        |
|                          | Parti de la renaissance et de la vertu (PRV)                | 3        | 0,04     |        |        |
|                          |                                                             |          |          |        |        |
| Total                    | Total                                                       | 7 843    | 100,00   |        |        |
| Abstentions              | Abstentions                                                 | 1 828    | 18,90    |        |        |
| Inscrits / Participation | Inscrits / Participation                                    | 9 671    | 81,10    |        |        |

#### Oued Eddahab
| Parti       | Parti                                                       | Suffrage | Suffrage | Sièges | Sièges |
| Parti       | Parti                                                       | #        | %        | #      | %      |
| ----------- | ----------------------------------------------------------- | -------- | -------- | ------ | ------ |
|             | Parti de l'Istiqlal (PI)                                    | 9 835    | 35,60    | 8      | 32,00  |
|             | Rassemblement national des indépendants (RNI)               | 4 797    | 17,37    | 5      | 20,00  |
|             | Mouvement populaire (MP)                                    | 3 617    | 13,09    | 3      | 12,00  |
|             | Parti de l'Espoir (PE)                                      | 1 652    | 5,98     | 2      | 8,00   |
|             | Parti authenticité et modernité (PAM)                       | 1 552    | 5,62     | 2      | 8,00   |
|             | Parti du progrès et du socialisme (PPS)                     | 1 409    | 5,1      | 2      | 8,00   |
|             | Union constitutionnelle (UC)                                | 779      | 2,82     | 1      | 4,00   |
|             | Parti démocrate national (PDN)                              | 526      | 1,90     | 1      | 4,00   |
|             | Parti de la société démocratique (PSD)                      | 480      | 1,74     | 1      | 4,00   |
|             | Parti de la justice et du développement (PJD)               | 386      | 1,40     |        |        |
|             | Alliance de la fédération de gauche (AGD)                   | 325      | 1,18     |        |        |
|             | Parti de l'environnement et du développement durable (PEDD) | 292      | 1,06     |        |        |
|             | Parti du centre social (PCS)                                | 277      | 1,00     |        |        |
|             | Parti de la renaissance et de la vertu (PRV)                | 269      | 0,97     |        |        |
|             | Union socialiste des forces populaires (USFP)               | 200      | 0,72     |        |        |
|             | Parti marocain libéral (PML)                                | 155      | 0,56     |        |        |
|             | Mouvement démocratique et social (MDS)                      | 153      | 0,55     |        |        |
|             | Parti des Néo-Démocrates (PND)                              | 138      | 0,50     |        |        |
|             | Parti de la liberté et de la justice sociale (PLJS)         | 112      | 0,41     |        |        |
|             | Parti de la réforme et du développement (PRD)               | 111      | 0,40     |        |        |
|             | Parti de l'équité (PRE)                                     | 103      | 0,37     |        |        |
|             | Front des forces démocratiques (FFD)                        | 92       | 0,33     |        |        |
|             | Parti de la renaissance (PAN)                               | 88       | 0,32     |        |        |
|             | Parti socialiste unifié (PSU)                               | 85       | 0,31     |        |        |
|             | Parti vert marocain (PVM)                                   | 83       | 0,30     |        |        |
|             | Parti démocratique de l'indépendance (PDI)                  | 59       | 0,21     |        |        |
|             | Parti travailliste (PT)                                     | 48       | 0,17     |        |        |
|             |                                                             |          |          |        |        |
| Inscrits    | Inscrits                                                    | 27 623   | 100,00   |        |        |
| Abstentions | Abstentions                                                 | 22 077   | 44,42    |        |        |
| Exprimés    | Exprimés                                                    | 49 700   | 55,58    |        |        |

### Répartition des sièges
| Parti | Parti | Aousserd | Oued Eddahab | Total |
| ----- | ----- | -------- | ------------ | ----- |
|       | PI    | 3        | 8            | 11    |
|       | RNI   | 2        | 5            | 7     |
|       | MP    | 2        | 3            | 5     |
|       | PPS   | 1        | 2            | 3     |
|       | PAM   |          | 2            | 2     |
|       | PE    |          | 2            | 2     |
|       | PDN   |          | 1            | 1     |
|       | UC    |          | 1            | 1     |
|       | PSD   |          | 1            | 1     |